# 诺沃塞利察 (穆卡切沃区)
48°24′17″N 22°51′18″E / 48.40472°N 22.85500°E
诺沃塞利察（烏克蘭語：Новоселиця），是烏克蘭的村落，位於該國西部外喀爾巴阡州，由穆卡切沃區上科罗佩茨市镇負責管轄，始建於1400年，面積0.74平方公里，海拔高度169米，2001年人口267，人口密度每平方公里361.79人。